# Podor
Podor és una petita ciutat del Senegal situada a 215 km a l'est de Saint-Louis. Podor és la capital del departement de Podor, un dels tres departaments de la regió de Saint-Louis i el més gran dels tres. Fou erigida en comuna mixta el 1952, i comuna plena (municipi) per la llei 60.025 de l'1 de febrer de 1960. Està dividida en sis barris : Sinthiane, Lao Demba, Mbodjène, Bir Podor, Thioffy et Souima.
En l'actualitat, Podor té una població de 9.472 habitants segons el cens oficial de 2002 i estimada el 2007 de 11.669 habitants. Està situada a la vora del riu Senegal i és per això que a l'octubre de 1999 va sofrir una greu inundació. Conserva com a vestigis de la seva antiga grandesa comercial el fort, els antics molls de pedra i un mercat que encara conserva part de la seva activitat centenària.

## Història
Fou l'antiga capital d'un dels primers regnes de la regió, el Tekrur, establert en el segle xi. En el segle XVII, la ciutat es va convertir en escala de la ruta del regne de Galam, indispensable per al comerç d'esclaus, ivori i goma aràbiga. D'aquesta forma, s'assegurava la presència francesa en el riu i a l'interior del Senegal, encara que els seus mitjans eren molt limitats.
Els francesos es van establir a Podor el 1743. Dos anys després, el 1745, es va construir un fort al voltant de la ciutat. Abandonada durant l'ocupació anglesa, la companyia del Senegal la va anar deixant de costat progressivament per considerar-la una ciutat poc rendible i mal situada. No obstant això, a mitjans del segle xix, el capità Louis Faidherbe va tornar a ocupar Podor i va reconstruir el fort que l'envoltava. A la fi d'aquest segle, la ciutat es va convertir en lloc de producció d'algunes companyies comercials que es van instal·lar al llarg del curs del riu.